# Powłoka hiperboloidy dwupowłokowej
Powłoka hiperboloidy dwupowłokowej – zbiór punktów powstałych przez obrót w przestrzeni ustalonej gałęzi hiperboli.
Hiperboloida dwupowłokowa rozpada się na sumę mnogościową dwóch powłok hiperboloidy dwupowłokowej.